# ダミアン・モニエ
ダミアン・モニエ（Damien Monier、1982年8月27日 - ）は、フランス、クレルモン＝フェラン出身の自転車競技選手。2022年をもって引退し、現在は愛三工業レーシングチームの欧州スタッフ。

## 経歴

### アマチュア時代
VCリオムで自転車競技を始めた。
独走力があり、タイムトライアルやトラック競技の個人追い抜きなどで活躍した。
2002年、タイムトライアルでU23フランスチャンピオンに輝いた。また、クロノ・デ・マリングとスーベニア・レイモン・セラットで優勝、クロノ・デ・ナショナリー・レ・ヘルビエ・ヴァンデ・エスポワールで3位となった。
2003年、ツール・デ・ペイ・ド・サヴォワの第1ステージで優勝。オーヴェルニュ地域のロードチャンピオンとなり、トラック競技では個人追い抜きのU23フランスチャンピオンという新たなタイトルを獲得した。シーズン終盤にはU23部門のクロノ・デ・ネイション＝レ・ヘルビエ＝ヴァンデで優勝。また、トラック競技のU23ヨーロッパ選手権にも参加し、個人追い抜きではチームメイトであるマテュー・ラダニューを抑えて9位に入った。
好成績を残したことにより、2004年にコフィディスと契約を結んでプロデビュー。

### プロ入り後

#### 2004-2012年：コフィディス時代
エリート1年目にしてトラック競技のフランス選手権個人追い抜きで3位に入り銅メダルを獲得。
翌年には、ディフェンディングチャンピオンのファビアン・サンチェスとジョナサン・モウシェルを抑えて、個人追い抜きフランスチャンピオンに輝いた。
2006年、ボルドーで開催されたトラック世界選手権に参加し、個人追い抜きで8位入賞を果たした。
2007年、ブエルタ・ア・エスパーニャ初出場し、総合129位で完走。同年、ツール・ド・ヴァンデでは8位に入った。
2008年、3月にはボルタ・アオ・ディストリート・デ・サンタレンの第3ステージのタイムトライアルで8位に入り総合7位、6月には、フランス選手権の個人タイムトライアルで5位となるなどタイムトライアルで好成績を収めた。同年、初のジロ・デ・イタリアに初出場し、総合111位でフィニッシュした。夏には、トラックの個人追い抜きで2度目のフランス選手権タイトルを獲得。
2009年、2月にはエトワール・ド・ベセージュで総合8位、ツール・メディテラネアンでは総合5位でゴール。4月には、シルキュイ・ド・ラ・サルトの第3ステージのタイムトライアルで4位に入り、総合9位でゴール。6月には、UCIワールドツアーのツール・ド・スイスで総合19位。8月には、ツール・ド・ランでグランコロンビア峠の山頂フィニッシュとなった第5ステージではチームメイトのレイン・タラマエ、ダヴィ・モンクティエについで3位でゴール、総合でも4位に入るなどシーズンを通してステージレースの総合争いに加わった。
2010年、ジロ・デ・イタリアのスタート2日前に負傷したトリスタン・ヴァレンティンの代理としてにジロに出場。第17ステージでは逃げ切り、プロ初勝利を挙げた。同年、ツール・ド・フランスに初出場。山岳ステージでは先頭集団に残る最後のフランス人選手になることが多かった。2週目までは総合20位前後だったものの、3週目で大失速し最終的には総合71位で完走した。しかし、自転車競技の観察者の中には、この選手の成熟度がやや遅れていることを発見した人もいる。
2011年、シーズン前半のツール・オブ・ターキーでは総合12位に入ったが、酵素の生産量に問題があったことで、8月には出場停止を余儀なくされ、シーズンを中断した。
2012年1月、クレルモンフェラン近郊のオービエールの町でトレーニング中に車にはねられ、複数の骨折を負った。同年末、9年間所属した、コフィディスとの契約は更新されず、移籍を余儀なくされた。

#### 2013-2017年：ブリヂストン・アンカー時代
2013年、日本のUCIコンチネンタルチームであるチームブリヂストン・アンカーに加入し、プロとしてのキャリアを継続した。春は、ツアー・オブ・アゼルバイジャンでは総合4位、ツアー・オブ・ジャパンでは総合3位となった。夏は、ツール・ド・グアドループでは総合6位、ツール・ド・北海道ではチームメイトのトマ・ルバに次ぐ総合2位となった。
2014年、ツール・ド・コンスタンティンの第3ステージで優勝を果たし、2010年のジロ・デ・イタリア第17ステージに続く、（UCIのレースでは）プロ2勝目を挙げた。8月のツール・ド・グアドループでは、いくつかのステージでリーダージャージを着用して総合2位でゴールした。
2015年、2月のツール・ド・フィリピーナスでは、第3ステージを終えた時点では総合8位だったものの、最終第4ステージの最後の登りでは、ライバルとの差を縮めて7位でゴールし総合3位でレースを終えた。5月の、ツアー・オブ・ジャパンでは総合8位、ツール・ド・熊野では総合3位でゴールし表彰台に上った。6月のツール・ド・コリアでは総合10位。夏のツール・ド・グアドループでは、プロローグ（エキシビジョンのチームタイムトライアル）で優勝し、第1ステージでは黄色いリーダージャージを着用した。10月にはツアー・オブ・シンカラに参加し、第8ステージで9位に入り、総合13位。シーズン終盤には、ツール・ド・おきなわで優勝したジェイソン・クリスティからに16秒遅れの4位に入り、台湾で開催された100kmにも及ぶヒルクライムレースである台湾キング・オブ・マウンテン（KOM）チャレンジで優勝した。
2016年、再びツール・ド・グアドループで活躍。1週目は、リーダージャージを着るチームメイトであるトマ・ルバのアシストとして4日間レースをリードした。最終日前日の第8ステージ（レザビームの町を巡る20kmの個人タイムトライアル）を制し、イエロージャージを着るホセ・チャコンに52秒差をの総合5位につけた。最終日には、ステージ序盤でアタックしてチャコンに1分以上の差をつけた。この攻撃的な戦略により、この第66回ツール・ド・グアドループで総合優勝を果たした。
2017年、シーズン序盤に、ツール・ド・フィリピーナスの第4ステージで4位、ツアー・オブ・ジャパンの伊豆ステージで5位に入った。6月のツール･ド･熊野では第3ステージで優勝し、ツール・ド・・コリアでは総合5位入賞を果たした。夏には、ツール・ド・グアドループに参加したが、総合優勝したセバスティアン・フォーネ＝ファヤールから30分以上遅れて総合30位にとどまった。

#### 2018年-：愛三工業
2018年、5年所属したブリヂストン・アンカーを離れて、愛三工業レーシングチームに移籍。ツアー・オブ・アルマトイの第2ステージで9位に入ったほか、台湾KOMチャレンジで3位など、移籍1年目はあまり輝かしい活躍ができず、シーズン終盤に少し活躍しただけだった。
2019年、オセアニアでシーズンスタートし、ニュージーランド・サイクルクラシックで総合60位。5のツアー・オブ・ジャパンでは総合12位でフィニッシュしたが、数日後のツール・ド・熊野では、最終ステージでリタイアを余儀なくされた。9月のツール・ド・イジェン最終第4ステージでは6位には入り、総合9位でレースを終えた。

## 主な成績
2002年
- フランス選手権 U23 個人タイムトライアル 優勝
- クロノ・ド・マラング（Chrono de Maringues） 優勝
- スーベニア・レイモンド・セラット（Souvenir Raymond-Serrat） 優勝
- クロノ・デ・ナシオン・エスポワール 3位

2003年
- フランス選手権 トラックレース U23 個人追い抜き 優勝
- オーヴェルニュ選手権 ロードレース 優勝
- ツール・ド・サヴォワ 第1ステージ（個人タイムトライアル） 優勝
- クロノ・デ・ヘルビエ・エスポワール 優勝
- フランス選手権 U23 個人タイムトライアル 3位
- 世界選手権 U23 個人タイムトライアル 11位
- ヨーロッパ選手権 U23 個人タイムトライアル 13位

2004年
- フランス選手権 トラックレース 個人追い抜き 3位

2005年
- フランス選手権 トラックレース 個人追い抜き 優勝

2007年
- ツール・ド・ヴァンデ 7位
- ブエルタ・ア・エスパーニャ 総合129位

2008年
- フランス選手権 トラックレース 個人追い抜き 優勝
- フランス選手権 個人タイムトライアル 5位
- ボルタ・アオ・ディストリート・デ・サンタレン 総合7位
- ジロ・デ・イタリア 総合111位

2009年
- ツール・メディテラネアン 総合4位
- ツール・ド・レン 総合4位
- エトワール・ド・ベセージュ 総合8位
- シルキュイ・ド・ラ・サルト 総合9位
- ブエルタ・ア・エスパーニャ 総合65位

2010年
- ジロ・デ・イタリア 総合71位
  - 第17ステージ 優勝
- ルート・デュ・スュド 総合8位
- クラシック・ロワール＝アトランティック 9位
- ツール・ド・フランス 総合71位

2013年
- ツール・ド・北海道 総合2位
- ツアー・オブ・ジャパン 総合3位
- ツアー・オブ・アゼルバイジャン 総合4位
- ツール・ド・グアドループ 総合6位
- ツール・ド・熊野 総合9位

2014年
- ツール・ド・グアドループ 総合2位
- クリテリウム・ド・セティフ 4位
- ツール・ド・セティフ 総合5位
- ツール・ド・コンスタンティン 総合7位
  - 第3ステージ 優勝

2015年
- 台湾KOMチャレンジ 優勝
- ツール・ド・フィリピーナス 総合3位
- ツール・ド・熊野 総合3位
- ツール･ド・おきなわ 4位
- ツアー・オブ・ジャパン 総合8位
- ツール・ド・コリア 総合10位

2016年
- ツール・ド・グアドループ 総合優勝
  - 第8bステージ 優勝
- JBCF タイムトライアルチャンピオンシップ 優勝

2017年
- ツール・ド・熊野 ポイント賞
  - 第3ステージ 優勝
- ツール・ド・コリア 総合5位

2018年
- 台湾KOMチャレンジ 3位

2019年
- ツール・ド・イジェン 総合9位